# Abraham González Casavantes
Abraham González Casavantes, né le 7 juin 1864 et décédé le 7 mars 1913. Il est le gouverneur de l'État de Chihuahua durant la Révolution mexicaine. Il fut un mentor du révolutionnaire Francisco Villa. Il est Secrétaire de l'Intérieur du Mexique de 1911 à 1912 dans le Gouvernement de Francisco I. Madero. Il est assassiné le 7 mars 1913 lors de la décade tragique.
L'aéroport international Abraham González à Ciudad Juarez porte son nom.